# Aleksandr Belonogov
Aleksandr Mijaílovich Belonogov (en ruso: Александр Михайлович Белоногов, n. 15 de mayo de 1931) es un diplomático retirado soviético y ruso, que se desempeñó como representante permanente de la Unión Soviética ante las Naciones Unidas entre 1986 y 1990.

## Biografía
Egresó del Instituto Estatal de Relaciones Internacionales de Moscú, desde 1954 ocupó diversos cargos en el Ministerio de Relaciones Exteriores de la Unión Soviética (MRE). Entre 1962 y 1967 fue secretario en la embajada soviética en el Reino Unido. Posteriormente fue consejero en la oficina de planificación de política exterior del MRE y jefe de la sección de África y Medio Oriente, y de la sección de Estados Unidos.
Entre julio de 1984 y agosto de 1986 fue embajador soviético en Egipto, siendo el primer embajador desde 1981, luego de que Anwar el-Sadat acusara a la Unión Soviética de interferir en los asuntos internos egipcios y ordenara la expulsión del representante diplomático soviético.
En 1986, fue designado representante permanente ante la Organización de las Naciones Unidas en Nueva York, ocupando el cargo hasta 1990. Fue presidente del Consejo de Seguridad de las Naciones Unidas durante los meses de septiembre de 1986, diciembre de 1987 y abril de 1989.
Entre 1990 y 1992, fue viceministro de relaciones exteriores de la Unión Soviética, a cargo de las relaciones con los países de Medio Oriente y Asia Central. Tras la caída de la URSS, fue designado embajador de Rusia en Canadá, cargo que ocupó hasta que se retiró del servicio diplomático en 1998.

## Publicaciones
- МИД--Кремль--Кувейтский кризис (MRE-Kremlin-Crisis kuwaití), 1991.